# Clockwatchers
Pour plus de détails, voir Fiche technique et Distribution.
Clockwatchers est un film anglo-américain réalisé par Jill Sprecher, sorti en 1998.

## Fiche technique
- Titre original : Clockwatchers
- Réalisation : Jill Sprecher
- Scénario : Jill Sprecher, Karen Sprecher
- Chef décorateur : Pamela Marcotte
- Décorateur de plateau : Greta Grigorian
- Costumes : Edi Giguere
- Maquillage : Sergio Lopez-Rivera, Julie Pearce
- Photographie : Jim Denault
- Directeur de la photographie :
- Montage : Stephen Mirrione
- Musique : Mader
- Production : 
  - Producteur : Gina Resnick
  - Producteur exécutif : John Flock
  - Co exécutif producteur : Guy Collins. John Quested (non crédité)
  - Coproducteur : Karen Sprecher
- Société(s) de production : Goldcrest Films International, John Flock Productions
- Société(s) de distribution : Artistic License (États-Unis), Goldcrest Films International (Royaume-Uni)
- Pays d’origine :  États-Unis,  Royaume-Uni
- Année : 1997
- Langue originale : anglais
- Format : couleur – 35 mm (Eastman Kodak) – Dolby
- Genre : comédie dramatique
- Durée : 96 minutes
- Dates de sortie :
  -  États-Unis : 15 mai 1998

## Distribution
- Toni Collette : Iris Chapman
- Parker Posey : Margaret Burre
- Lisa Kudrow : Paula
- Alanna Ubach : Jane
- Jamie Kennedy : Eddie
- David James Elliott : Mr MacNamee
- Debra Jo Rupp : Barbara
- Kevin Cooney : Mr Kilmer
- Bob Balaban : Milton Lasky
- Paul Dooley : Bud Chapman
- Scott Mosenson : Jack Shoberg
- Helen FitzGerald : Cleo
- Stanley DeSantis : Art